# Inklusion (Mineralogie)

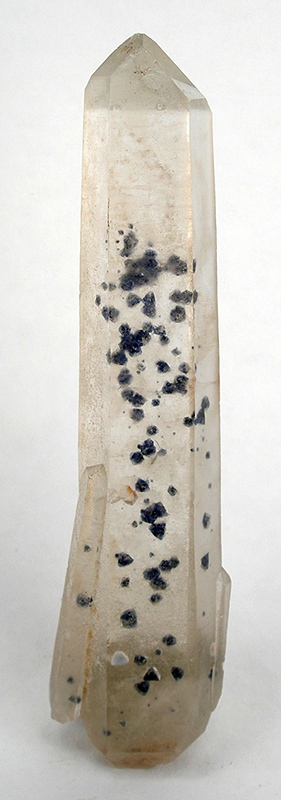
Fluoriteinschlüsse in Quarz, Provinz Fianarantsoa, Madagaskar

Eine Inklusion (lat. inclusio „Einschluss“) ist ein in einem Mineral eingeschlossener Fremdstoff (Flüssigkeit, Gas, Erdöl, Naturasphalt oder ein anderes Mineral).

Man unterscheidet in der Mineralogie zwischen primären Inklusionen, die im hydrothermalen Stadium noch vor Abschluss der Kristallbildung in Zwischenräumen entstanden, und sekundären Inklusionen, die erst nach der Auskristallisierung entstanden.
Zu den bekanntesten Inklusionen gelten Mineralnadeln (z. B. Rutilnadeln). Diese Inklusionen entstehen, wenn die schon vorhandenen Mineralnadeln von einem anderen Mineral (z. B. Quarz) eingeschlossen werden, der zweite Kristall wächst dann um die ersten herum. Gerade Quarz enthält oft kleine oder größere Inklusionen, wie Asphalt (Stinkquarz), Hämatit oder die oben genannten Rutilnadeln.

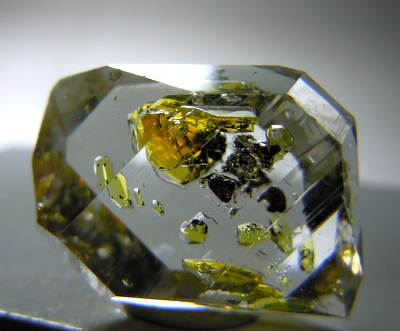
Öl- und Gaseinschlüsse in einem Quarzkristall, Balochistan, Pakistan

Inklusionen können auch gleichzeitig mit dem umschließenden Kristall wachsen. Wenn der Mutterkristall zeitweise aufhört zu wachsen, können sich andere Mineralien auf ihm absetzen. Wenn dieser wieder weiterwächst, umschließt er die neugebildeten Kristalle, welche als Inklusionen im Mutterkristall erhalten bleiben.
Einschlüsse von Gasen oder Flüssigkeiten (Fluideinschlüsse) gehören, wenn sie während des Kristallwachstums eingeschlossen wurden, zu den primären Inklusionen. Wenn sie erst nach dem abgeschlossenen Wachstum durch Risse und Bruchstellen in den Kristall hineinkommen (zum Teil auch durch die Zersetzung eingeschlossener Mineralien), spricht man von sekundären Inklusionen.
Oft sind die Gas- oder Flüssigkeitsblasen mit einem Durchmesser von unter 0,1 mm nicht besonders groß. Durch Inklusionen können Rückschlüsse auf die Bildung der Kristalle gezogen werden, z. B. über die Bildungstemperaturen und -bedingungen.
Wenn kleine Einschlüsse in großen Mengen vorkommen, kann dies zu Lichterscheinungen führen. Beispiele dafür sind Tigerauge oder Labradorit. Hier ersetzt der Quarz ein anderes Mineral (Pseudomorphose), aber wächst nicht in seiner normalen Kristallform, sondern in der schon gewachsenen Form des ehemaligen Minerals.